# Kamionka (gmina Wiskitki)
Kamionka – wieś w Polsce położona w województwie mazowieckim, w powiecie żyrardowskim, w gminie Wiskitki. Ma status sołectwa.
| SIMC    | Nazwa      | Rodzaj    |
| ------- | ---------- | --------- |
| 0739395 | Siarkowiec | część wsi |

W latach 1975–1998 miejscowość należała administracyjnie do województwa skierniewickiego.
Przez miejscowość przepływa niewielka rzeka Sucha, dopływ Bzury.
Kamionka leży na obszarze Bolimowskiego Parku Krajobrazowego.
Wieś leży nieopodal Miedniewic, gdzie znajduje się Sanktuarium Maryjne.